# 坂下雄一郎
坂下 雄一郎（さかした ゆういちろう、1986年 - ）は、日本の映画監督、脚本家。広島県広島市安佐北区出身。アミューズ所属。

## 経歴
定時制高校に通いながらレンタルビデオ店で新旧の名作映画を片っ端から観て、映画の面白さに目覚める。サロンシネマにもよく通ったという。『ダンサー・イン・ザ・ダーク』が一番のお気に入り。進学した大阪芸術大学にて2年間の副手を務めたのち、東京芸術大学大学院に入学。大阪芸大で大森一樹、東京芸大で黒沢清に師事。
2012年、監督作品『ビートルズ』がゆうばり国際ファンタスティック映画祭にて北海道知事賞を受賞する。2013年、オムニバス映画『らくごえいが』の一編を監督した。2013年、東京芸術大学大学院映像研究科映画専攻の修了作品『神奈川芸術大学映像学科研究室』がSKIPシティ国際Dシネマ映画祭にて長編部門の審査員特別賞を受賞した。

## フィルモグラフィー

### 映画
- 実家に帰ろう（2010年） - 監督・脚本[10]
- ビートルズ（2011年） - 監督
- らくごえいが（2013年） - 「猿後家はつらいよ」監督
- 神奈川芸術大学映像学科研究室（2013年） - 監督・脚本
- エキストランド（2017年）
- 東京ウィンドオーケストラ（2017年） - 監督・脚本
- ピンカートンに会いにいく（2018年） - 監督・脚本
- 決戦は日曜日（2022年） - 監督・脚本
- 君の顔では泣けない（2025年）- 監督・脚本

### テレビドラマ
- マジで航海してます。 第3話・第4話（2017年7月17日・24日、MBS / 7月19日・26日、TBS） - 監督
- セトウツミ 第4話 - 第6話、第10話・最終話（2017年11月4日 - 18日・12月16日・23日、テレビ東京） - 監督
- インベスターZ 第6話・第7話、第9話（2018年8月18日・25日・9月8日、テレビ東京） - 監督
- カフカの東京絶望日記 第4話 - 最終話（2019年10月11日 - 25日、MBS） - 監督
- 瓜を破る〜一線を越えた、その先には（2024年1月24日 - 、TBS） - 監督